# Bertrand d'Astorg
Bertrand d'Astorg (n. 7 noiembrie 1913, Pau, Aquitaine, Franța – d. 21 octombrie 1988, Paris, Île-de-France, Franța) a fost un poet și eseist francez.

## Biografie
Bertrand d'Astorg a colaborat între 1940 și 1942 la École des cadre de Uriage, o organizație cu sediul în castelul d’Uriage, care avea ca scop formarea viitoarei elite a guvernului de la Vichy. A fost membru în biroul de studii și responsabil cu pregătirea studenților, alături de, printre alții, Hubert Beuve-Méry, fondatorul ziarului Le Monde, și de André Voisin, viitorul conducător al mișcării federaliste europene.

## Opera
- Introduction au monde de la Terreur, 1945.
- Aspects de la littérature européenne depuis 1945, 1952.
- D’amour et d'amitié : poèmes 1934-1952, 1953.
- Le Mythe de la dame à la licorne, 1963.
- Un retour imprévu du Cosmos, ou l’Ange et le sauvage (piesă de teatru radiofonic), 1966.
- Les noces orientales : essai sur quelques formes féminines dans l’imaginaire occidental, 1980.
- Exercices, 1982.
- Variations sur l’interdit majeur : littérature et inceste en Occident, 1990.

## Studii despre autor
- Richard Blin, Le Modelé de l'imaginaire (Pour saluer Bertrand d'Astorg), La Nouvelle Revue française, nr. 453, octobre 1990.
- Jean-Luc Pouliquen, Les Pierres Vives de Bertrand d’Astorg, Thélème: Revista complutense de estudios franceses, nr. 23, automne 2008, Madrid,  ISSN 1139-9368.